# Europees kampioenschap voetbal mannen onder 17 - 2006
Het Europees kampioenschap voetbal onder 17 van 2006 werd gehouden in Luxemburg van 3 t/m 14 mei 2006. Het was de 24ste editie van het EK onder 17. Spelers die op of na 1 januari 1989 geboren waren, mochten meedoen aan het toernooi. Rusland wist het toernooi voor de eerste keer te winnen.

## Kwalificatie
| Land                 | Gekwalificeerd als          | Beste prestatie           |
| -------------------- | --------------------------- | ------------------------- |
| Luxemburg            | Gastland                    | Debuut                    |
| Duitsland            | Eliteronde: Winnaar groep 1 | Kwartfinale (2002)        |
| Hongarije            | Eliteronde: Winnaar groep 2 | Groepsfase (2002 en 2003) |
| Tsjechië             | Eliteronde: Winnaar groep 3 | Groepsfase (2002)         |
| België               | Eliteronde: Winnaar groep 4 | Debuut                    |
| Spanje               | Eliteronde: Winnaar groep 5 | Tweede (2003 en 2004)     |
| Servië en Montenegro | Eliteronde: Winnaar groep 6 | Kwartfinale (2002)        |
| Rusland              | Eliteronde: Winnaar groep 7 | Debuut                    |

## Groepsfase

### Groep A
| Pos. | Land+ / - | GW | W | G | V | DV | DT | +/− | Ptn. |
| ---- | --------- | -- | - | - | - | -- | -- | --- | ---- |
| 1    | Spanje    | 3  | 3 | 0 | 0 | 12 | 1  | +11 | 9    |
| 2    | Rusland   | 3  | 2 | 0 | 1 | 3  | 3  | 0   | 6    |
| 3    | Hongarije | 3  | 1 | 0 | 2 | 4  | 3  | +1  | 3    |
| 4    | Luxemburg | 3  | 0 | 0 | 3 | 1  | 13 | −12 | 0    |

|                        |           |              |             |                                                                         |
| 3 mei 2006 17:00 (MET) | Hongarije | 0–1          | Rusland     | Stade John Grün, Mondorf-les-Bains Scheidsrechter: William Collum (SCO) |
| 3 mei 2006 17:00 (MET) |           | Externe link | 78' Morozov | Stade John Grün, Mondorf-les-Bains Scheidsrechter: William Collum (SCO) |

|                        |            |              |                                                         |                                                                      |
| 3 mei 2006 19:00 (MET) | Luxemburg  | 1–7          | Spanje                                                  | Stade Alphonse Theis, Hesperange Scheidsrechter: Hannes Kaasik (EST) |
| 3 mei 2006 19:00 (MET) | Pjanić 73' | Externe link | 6', 18' Aarón 13' Ramos 48', 69', 76' Bojan 55' Hermosa | Stade Alphonse Theis, Hesperange Scheidsrechter: Hannes Kaasik (EST) |

|                        |                                  |              |         |                                                                      |
| 5 mei 2006 17:00 (MET) | Spanje                           | 3–0          | Rusland | Stade Alphonse Theis, Hesperange Scheidsrechter: Björn Kuipers (NED) |
| 5 mei 2006 17:00 (MET) | Aarón 59' Vergara 64' Gullón 74' | Externe link |         | Stade Alphonse Theis, Hesperange Scheidsrechter: Björn Kuipers (NED) |

|                        |           |              |                                              |                                                                            |
| 5 mei 2006 19:30 (MET) | Luxemburg | 0–4          | Hongarije                                    | Stade John Grün, Mondorf-les-Bains Scheidsrechter: Aleksej Koelbakov (BLR) |
| 5 mei 2006 19:30 (MET) |           | Externe link | 42', 28' Németh 64' (pen.) Koman 76' Nikházi | Stade John Grün, Mondorf-les-Bains Scheidsrechter: Aleksej Koelbakov (BLR) |

|                        |                                      |              |           |                                                                           |
| 8 mei 2006 17:30 (MET) | Rusland                              | 2–0          | Luxemburg | Stade Alphonse Theis, Hesperange Scheidsrechter: Aleksandar Stavrev (MKD) |
| 8 mei 2006 17:30 (MET) | Gorbatenko 32' Yevgeni Korotayev 75' | Externe link |           | Stade Alphonse Theis, Hesperange Scheidsrechter: Aleksandar Stavrev (MKD) |

|                        |                            |              |           |                                                                   |
| 8 mei 2006 17:30 (MET) | Spanje                     | 2–0          | Hongarije | Stade am Deich, Ettelbruck Scheidsrechter: Thomas Einwaller (AUT) |
| 8 mei 2006 17:30 (MET) | Ramos 18' Bojan 76' (pen.) | Externe link |           | Stade am Deich, Ettelbruck Scheidsrechter: Thomas Einwaller (AUT) |

### Groep B
| Pos. | Land                 | GW | W | G | V | DV | DT | +/− | Ptn. |
| ---- | -------------------- | -- | - | - | - | -- | -- | --- | ---- |
| 1    | Duitsland            | 3  | 2 | 1 | 0 | 8  | 0  | +8  | 7    |
| 2    | Tsjechië             | 3  | 2 | 1 | 0 | 5  | 2  | +3  | 7    |
| 3    | Servië en Montenegro | 3  | 0 | 1 | 2 | 2  | 7  | −5  | 1    |
| 4    | België               | 3  | 0 | 1 | 2 | 2  | 8  | −6  | 1    |

|                        |        |              |                                                          |                                                                     |
| 3 mei 2006 17:00 (MET) | België | 0–4          | Duitsland                                                | Stade am Deich, Ettelbruck Scheidsrechter: Aleksandar Stavrev (MKD) |
| 3 mei 2006 17:00 (MET) |        | Externe link | 2' (e.d.) Gillis 35' Fischer 51' (pen.) Kroos 80' Lorenz | Stade am Deich, Ettelbruck Scheidsrechter: Aleksandar Stavrev (MKD) |

|                        |                      |              |                |                                                                     |
| 3 mei 2006 19:00 (MET) | Servië en Montenegro | 1–2          | Tsjechië       | Stade Jos Nosbaum, Dudelange Scheidsrechter: Thomas Einwaller (AUT) |
| 3 mei 2006 19:00 (MET) | Vuković 72'          | Externe link | 49', 67' Necid | Stade Jos Nosbaum, Dudelange Scheidsrechter: Thomas Einwaller (AUT) |

|                        |            |              |                      |                                                                  |
| 5 mei 2006 17:00 (MET) | België     | 1–1          | Servië en Montenegro | Stade Jos Nosbaum, Dudelange Scheidsrechter: Hannes Kaasik (EST) |
| 5 mei 2006 17:00 (MET) | Aquino 71' | Externe link | 83' Karadžić         | Stade Jos Nosbaum, Dudelange Scheidsrechter: Hannes Kaasik (EST) |

|                        |              |     |          |                                                                  |
| 5 mei 2006 19:00 (MET) | Duitsland    | 0–0 | Tsjechië | Stade Op Flor, Grevenmacher Scheidsrechter: William Collum (SCO) |
| 5 mei 2006 19:00 (MET) | Externe link |     |          | Stade Op Flor, Grevenmacher Scheidsrechter: William Collum (SCO) |

|                        |                                   |              |                      |                                                                   |
| 8 mei 2006 19:30 (MET) | Duitsland                         | 4–0          | Servië en Montenegro | Stade Josy Barthel, Luxemburg Scheidsrechter: Björn Kuipers (NED) |
| 8 mei 2006 19:30 (MET) | Fischer 5', 22', 37' Reinartz 65' | Externe link |                      | Stade Josy Barthel, Luxemburg Scheidsrechter: Björn Kuipers (NED) |

|                        |                           |              |             |                                                                     |
| 8 mei 2006 19:30 (MET) | Tsjechië                  | 3–1          | België      | Stade Op Flor, Grevenmacher Scheidsrechter: Aleksej Koelbakov (BLR) |
| 8 mei 2006 19:30 (MET) | Wojnar 11' Necid 42', 72' | Externe link | 75' Carcela | Stade Op Flor, Grevenmacher Scheidsrechter: Aleksej Koelbakov (BLR) |

## Knock-outfase
|  | Halve finale        | Halve finale        |       |                            | Finale                     | Finale |
|  |                     |                     |       |                            |                            |        |
|  | 11 mei – Luxemburg  |                     |       |                            |                            |        |
|  | Rusland             | 1                   |       |                            |                            |        |
|  | Duitsland           | 0                   |       |                            |                            |        |
|  |                     |                     |       |                            |                            |        |
|  |                     |                     |       |                            | 14 mei – Luxemburg         |        |
|  |                     |                     |       |                            | Rusland                    | 2 (5)  |
|  |                     | Tsjechië            | 2 (3) |                            |                            |        |
|  |                     |                     |       |                            |                            |        |
|  |                     |                     |       |                            | Troostfinale               |        |
|  | 11 mei – Ettelbruck | 11 mei – Ettelbruck |       | 14 mei – Mondorf-les-Bains | 14 mei – Mondorf-les-Bains |        |
|  | Tsjechië            | 2                   |       | Duitsland                  | 1 (2)                      |        |
|  | Spanje              | 0                   |       |                            | Spanje                     | 1 (3)  |

### Halve finale
|                        |           |              |               |                                                                    |
| 11 mei 2006 20:15(MET) | Duitsland | 0–1          | Rusland       | Stade Josy Barthel, Luxemburg Scheidsrechter: William Collum (SCO) |
| 11 mei 2006 20:15(MET) |           | Externe link | 72' Prudnikov | Stade Josy Barthel, Luxemburg Scheidsrechter: William Collum (SCO) |

|                         |        |              |                          |                                                                     |
| 11 mei 2006 17:30 (MET) | Spanje | 0–2          | Tsjechië                 | Stade am Deich, Ettelbruck Scheidsrechter: Aleksandar Stavrev (MKD) |
| 11 mei 2006 17:30 (MET) |        | Externe link | 31' Pekhart 58' Vošahlík | Stade am Deich, Ettelbruck Scheidsrechter: Aleksandar Stavrev (MKD) |

### Troostfinale
|                         |                          |              |                                     |                                                                            |
| 14 mei 2006 15:00 (MET) | Spanje                   | 1–1          | Duitsland                           | Stade John Grün, Mondorf-les-Bains Scheidsrechter: Aleksej Koelbakov (BLR) |
| 14 mei 2006 15:00 (MET) | Bojan 53'                | Externe link | 68' Fischer                         | Stade John Grün, Mondorf-les-Bains Scheidsrechter: Aleksej Koelbakov (BLR) |
| 14 mei 2006 15:00 (MET) | Strafschoppen            |              |                                     | Stade John Grün, Mondorf-les-Bains Scheidsrechter: Aleksej Koelbakov (BLR) |
| 14 mei 2006 15:00 (MET) | Savall Baena Ortiz Bojan | 3–2          | Marin Vrančić Fischer Schorch Kroos | Stade John Grün, Mondorf-les-Bains Scheidsrechter: Aleksej Koelbakov (BLR) |

### Finale
|                         |                          |              |                                                           |                                                                   |
| 14 mei 2006 19:00 (MET) | Tsjechië                 | 2–2          | Rusland                                                   | Stade Josy Barthel, Luxemburg Scheidsrechter: Björn Kuipers (NED) |
| 14 mei 2006 19:00 (MET) | Pekhart 80+3' Necid 88'  | Externe link | 46' Prudnikov 86' Marenich                                | Stade Josy Barthel, Luxemburg Scheidsrechter: Björn Kuipers (NED) |
| 14 mei 2006 19:00 (MET) | Strafschoppen            |              |                                                           | Stade Josy Barthel, Luxemburg Scheidsrechter: Björn Kuipers (NED) |
| 14 mei 2006 19:00 (MET) | Vácha Wojnar Holek Necid | 3–5          | Shcherbak Gagloyev Prudnikov Amirkhanov Yevgeni Korotayev | Stade Josy Barthel, Luxemburg Scheidsrechter: Björn Kuipers (NED) |

## Topscorers
| #  | speler              | team                 | doelp. |
| -- | ------------------- | -------------------- | ------ |
| 1. | Bojan Krkić         | Spanje               | 5      |
|    | Manuel Fischer      | Duitsland            | 5      |
|    | Tomáš Necid         | Tsjechië             | 5      |
| 4. | Aarón Ñíguez        | Spanje               | 3      |
| 5. | Krisztián Németh    | Hongarije            | 2      |
|    | Rubén Ramos         | Spanje               | 2      |
|    | Aleksandr Prudnikov | Rusland              | 2      |
|    | Tomáš Pekhart       | Tsjechië             | 2      |
| 9. | Sergei Morozov      | Rusland              | 1      |
|    | José Hermosa        | Spanje               | 1      |
|    | Miralem Pjanić      | Luxemburg            | 1      |
|    | Toni Kroos          | Duitsland            | 1      |
|    | Raphael Lorenz      | Duitsland            | 1      |
|    | Veljko Vuković      | Servië en Montenegro | 1      |

| # | speler                 | team                 | doelp. |
| - | ---------------------- | -------------------- | ------ |
|   | Cristian Vergara       | Spanje               | 1      |
|   | Marcos Gullón          | Spanje               | 1      |
|   | Vladimir Koman         | Hongarije            | 1      |
|   | Márk Nikházi           | Hongarije            | 1      |
|   | Maurizio Aquino        | België               | 1      |
|   | Darko Karadžić         | Servië en Montenegro | 1      |
|   | Igor Gorbatenko        | Rusland              | 1      |
|   | Evgeni Korotaev        | Rusland              | 1      |
|   | Stefan Reinartz        | Duitsland            | 1      |
|   | Petr Wojnar            | Tsjechië             | 1      |
|   | Mehdi Carcela-Gonzalez | België               | 1      |
|   | Jan Vošahlík           | Tsjechië             | 1      |
|   | Aleksandr Marenitsj    | Rusland              | 1      |

Totaal: 46 doelpunten (1 eigen doelpunt)

## Trivia
- Aan het EK deed het elftal van Servië en Montenegro nog als één team mee. Precies dertien dagen na hun laatste wedstrijd – en een week na de finale – werd in Montenegro een referendum gehouden voor onafhankelijkheid van het land. 55,5% stemde voor en twee weken later riep Montenegro de onafhankelijkheid uit.